# Кејпак (Мичиген)
Кејпак (енгл. Capac) град је у америчкој савезној држави Мичиген.

## Демографија
По попису из 2010. године број становника је 1.890, што је 115 (6,5%) становника више него 2000. године.
| Група             | 2000.         | 2010.         |
| Белци             | 1.453 (81,9%) | 1.501 (79,4%) |
| Афроамериканци    | 7 (0,4%)      | 6 (0,3%)      |
| Азијати           | 0 (0,0%)      | 2 (0,1%)      |
| Хиспаноамериканци | 292 (16,5%)   | 357 (18,9%)   |
| Укупно            | 1.775         | 1.890         |